# Chiesa di San Filippo Benizi (Montefano)
La chiesa di San Filippo Benizi è una chiesa cattolica romana in stile barocco nel comune di Montefano. La chiesa è dedicata al santo Filippo Benizi (1233-1285), al quale si attribuisce la rinascita del Superiore dell'Ordine dei Servi di Maria.

## Storia
I Servi trasferirono il convento a Montefano nel 1673 dopo aver chiuso quello precedente vicino a Ginestreto . Dopo la canonizzazione di San Filippo nel 1671, nel 1694 fu costruita l'attuale chiesa in mattoni in sostituzione di un'altra antica chiesa. Fu consacrato nel 1703. Il convento femminile venne poi soppresso tra il1880 ed il 1897.
La facciata è a due piani, fiancheggiata da pilastri, con un frontone triangolare sopra la porta principale, e un frontone arrotondato sopra una finestra superiore. Nei secoli successivi furono aggiunte numerosi ornamenti e rifiniture. La cappella dell'Addolorata fu decorata dal Tibalducci, pittore recanatese . I ritratti ovali furono dipinti dall'artista Nazzareno Aquilanti, padre di Luigi.
La chiesa e il convento si affacciano su una piccola piazza del paese. Adiacente alla chiesa è collocato il convento dell'ordine dei Servi che ospita anche il Centro Studi Biblici Giovanni Vannucci, costruito nel 1995 per gli studi biblici per volere di fra Alberto Maggi e fra Ricardo Pérez Márquez . La biblioteca ospita quasi 10mila volumi.